# Cevins
Cevins település Franciaországban, Savoie megyében. Lakosainak száma 707 fő (2022. január 1.). Cevins La Bâthie, Beaufort, Rognaix, Saint-Paul-sur-Isère és La Léchère községekkel határos.

## Népesség
A település népességének változása:
| Lakosok száma | 692  | 726  | 749  | 743  | 730  | 718  | 705  | 706  | 707  |
|               | 2013 | 2015 | 2016 | 2017 | 2018 | 2019 | 2020 | 2021 | 2022 |